# Quercus durata
Quercus durata là một loài thực vật có hoa trong họ Cử. Loài này được Jeps. miêu tả khoa học đầu tiên năm 1909.